# Paul Sarasin

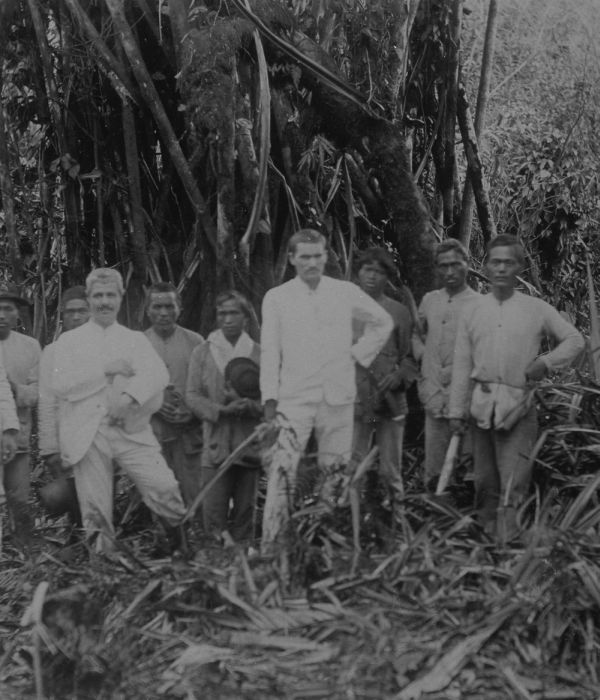
Fritz en Paul Sarasin op Celebes

Paul Benedict Sarasin (Bazel, 11 december 1856 - aldaar, 7 april 1929) was een Zwitserse natuuronderzoeker en natuurbeschermer. Hij geldt als de stichter van het Zwitsers Nationaal Park.

## Levensloop
Sarasin doorliep de basisschool en middelbare school in Bazel en studeerde geneeskunde in dezelfde stad aan de universiteit van Bazel en vervolgens dierkunde in Würzburg. Hij promoveerde in 1882 op een studie naar de ontwikkeling van de Grote diepslak Bithynia tentaculata.
Van 1883 tot 1886 reisde hij met zijn neef Fritz Sarasin (1859-1942) naar Ceylon, om zoölogisch en antropologisch veldwerk te doen. Van 1893 tot 1896 gingen ze naar Celebes voor geografische en geologische studie. Daarna streken ze weer in Bazel neer om verslag te doen van hun reizen om vervolgens in 1907 weer naar Ceylon te reizen. Hij leverde belangrijke voorwerpen voor de collectie van het Culturenmuseum in Bazel.
In 1906 werd op de jaarvergadering van de Schweizerischen Naturforschenden Gesellschaft een natuurbeschermingscommissie opgericht, met Sarasin als president. Ook raakte hij betrokken bij de vorming van het Centre international de documentation et de correlation pour la protection de la nature,  de latere IUCN, en het Zwitsers Nationaal Park. 
Wegens gezondheidsproblemen deed Sarasin een stap terug. 72 jaar oud stierf hij aan longontsteking.

## Publicaties
- Sarasin P. & Sarasin F. (1898–1901). Materialien zur Naturgeschichte der Insel Celebes. Kreidel's Verlag, Wiesbaden.
- Sarasin P. & Sarasin F. (1905). Reisen in Celebes. Wiesbaden. Volume 1, Volume 2.
- Sarasin P. & Sarasin F. 1887–1908). Ergebnisse naturwissenschaftlicher Forschungen auf Ceylon.  Wiesbaden. Band 1–3; 4.

## Bron/link
- Porträt zu Paul Sarasin auf der Homepage der ETH-Bibliothek

- Base de données des élites suisses: 75800
- Bibliothèque nationale de France: cb16985272t (data)
- Author citation (botany): P.Sarasin
- CiNii: DA06942988
- Gemeinsame Normdatei: 116805889
- Historisch woordenboek van Zwitserland: 028928
- International Standard Name Identifier: 0000 0001 1071 9826
- KulturNav: cf791d0e-3e4f-48a5-a6a4-3df706c61bab
- Library of Congress Control Number: nr2003033932
- Nationale Bibliotheek van Israël: 987007287777105171
- Nationale Bibliotheek van Polen: a0000002930759
- Nederlandse Thesaurus van Auteursnamen: 100869513
- LIBRIS: 313855
- Système universitaire de documentation: 157712516
- Virtual International Authority File: 77077176
- WorldCat: E39PBJjT3bYCWMbW8fJbqb3mh3